# Battaglia di Creta
La battaglia di Creta (in tedesco: Luftlandeschlacht um Kreta; in greco: Μάχη της Κρήτης; in inglese: Battle of Crete) fu l'invasione da parte della Wehrmacht dell'isola greca di Creta, durante la seconda guerra mondiale. La cosiddetta "Operazione Mercurio" (in tedesco: Unternehmen Merkur) iniziò il 20 maggio 1941 ed ebbe termine il 1º giugno, quando fu completata l'evacuazione della guarnigione britannica dall'isola.
La conquista di Creta fu un indubbio successo da parte delle truppe aviotrasportate tedesche ma le elevatissime perdite indussero Adolf Hitler a porre di fatto termine alle operazioni aviotrasportate in larga scala, tanto che, per tutto il prosieguo della guerra, esse furono impiegate quasi esclusivamente come forza di fanteria scelta.

## L'offensiva dell'Asse contro la Grecia

### L'attacco italiano
La Grecia nel 1940 era governata da Ioannis Metaxas, un politico filofascista sostenuto da re Giorgio II, riportato al trono il 3 novembre 1935, a seguito di un colpo di Stato militare che aveva ripristinato la monarchia dopo che questi era stato deposto 11 anni prima, con la proclamazione della repubblica. Metaxas venne contattato alle ore 03:00 della mattina del 28 ottobre dall'ambasciatore italiano ad Atene Emanuele Grazzi che gli consegnò un ultimatum nel quale l'Italia accusava la Grecia di violazione della neutralità, e richiedeva l'occupazione di alcuni porti del territorio greco che avrebbero favorito le operazioni navali italiane nel mar Egeo e nel mar Mediterraneo. Vennero concesse sole tre ore al governo greco per accettare l'ultimatum; il primo ministro rifiutò tali condizioni, e alle ore 06:00, le avanguardie delle truppe italiane di stanza in Albania iniziarono l'avanzata su di un fronte che partiva dalla costa e raggiungeva la catena del Pindo.

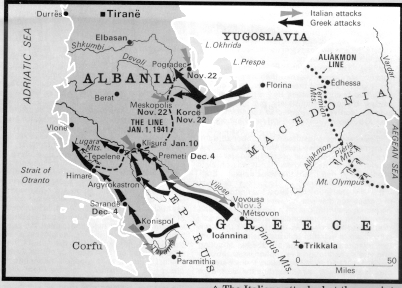
Direttrici di offensiva delle truppe italiane e greche durante la campagna del 1940-1941

La campagna italiana di Grecia, voluta da Mussolini per tentare di bilanciare i successi ottenuti fino a quel momento dalla Germania, avrebbe dovuto ricalcare le modalità della guerra lampo ma, contrariamente alle previsioni, la resistenza dell'esercito greco, unita a difficoltà dovute alla natura del territorio, allo scarso numero di truppe messe in campo all'inizio dagli Italiani e all'antiquato equipaggiamento del Regio Esercito, sommato ad una difficile situazione logistica fecero ben presto arrestare l'offensiva tramutandola in una guerra di posizione, tanto che, il 4 dicembre, il capo di stato maggiore delle forze armate italiane, il maresciallo Pietro Badoglio, venne sostituito con il generale Ugo Cavallero; Metaxas consentì a truppe britanniche di insediarsi a Creta e a Suda e, poche settimane dopo l'inizio della guerra, le forze greche riuscirono a passare al contrattacco, penetrando in territorio albanese. La situazione sul fronte italo-greco e la presenza di forze britanniche sul suolo ellenico indussero Hitler, il 27 marzo 1941, ad ordinare all'OKW (l'Alto comando della Wehrmacht) di preparare un piano per l'invasione sia della Grecia che della Jugoslavia, il cui assetto interno, condizionato in quel momento dall'Unione Sovietica e dalla Gran Bretagna, rischiava di limitare il controllo tedesco sul paese.

### L'intervento Alleato
Il 29 gennaio 1941 Ioannis Metaxas morì ed al suo posto gli succedette Alexandros Korizis; questi fu partecipe ad un incontro, avvenuto ad Atene il 22 febbraio, tra il Segretario di Stato per la guerra Anthony Eden ed il suo consulente militare, il generale John Dill: l'argomento era la possibilità di inviare un corpo di spedizione Alleato in Grecia, vista la presenza sempre maggiore di truppe tedesche in Bulgaria e in Romania, unita allo schieramento di truppe bulgare al confine, che facevano presagire un attacco al paese a sostegno dell'Italia che in quel 
momento si trovava in grande difficoltà.

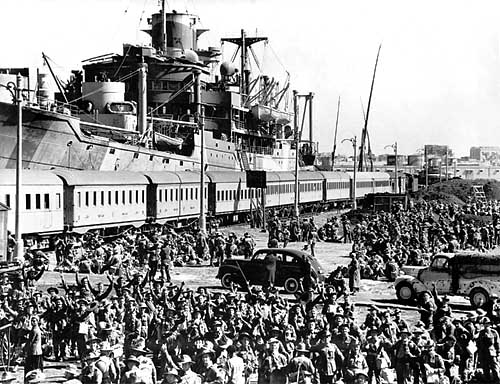
Soldati australiani si imbarcano per la Grecia dal porto di Alessandria

Il primo ministro del Regno Unito Winston Churchill aveva in precedenza manifestato l'intenzione di aprire un "fronte balcanico" che, oltre alla Grecia, avrebbe compreso anche la Jugoslavia e la Turchia e, durante la spedizione diplomatica inviata nella capitale ellenica, venne concordato l'invio di un contingente di oltre 60000 uomini che avrebbe compreso truppe britanniche, australiane, neozelandesi e della Polonia libera, assumendo la denominazione di "forza W". La spedizione tuttavia non fu esente da polemiche e da pareri contrari: il generale Dill tentò privatamente di opporsi, lamentando che l'invio di una consistente forza in Grecia, a fronte della possibilità di un attacco su larga scala da parte dei tedeschi, si sarebbe dimostrata inutile, in quanto troppo debole rispetto alle forze che il nemico stava ammassando sul confine greco, opinione sostenuta dal fatto che le truppe erano sostanzialmente un contingente di terra, dotato di una sola brigata corazzata e quasi totalmente privo di aviazione, i cui pochi caccia e bombardieri disponibili nelle basi greche erano già impiegati contro gli italiani, e che tali risorse venivano sottratte al fronte del Nordafrica, incalzato in quel momento dall'Afrika Korps comandato dal generale Erwin Rommel.
Churchill, a dispetto di tali fondate obiezioni, riteneva che, attraverso l'aiuto offerto alla Grecia, questa avrebbe presumibilmente acconsentito a mettere a disposizione della Royal Air Force le grandi basi aeree di Salonicco, fatto al quale, fino a quel momento, essa si era opposta al fine di non offrire pretesti alla Germania, e tale concessione avrebbe garantito ai bombardieri britannici la possibilità di arrivare ai campi petroliferi di Ploiești, e quindi, il 2 marzo, dette il via alla cosiddetta "operazione Lustre", ossia il trasporto delle truppe e dei materiali in Grecia, che venne completata il giorno 26 con l'arrivo nei porti del Pireo e di Salonicco.

### Il colpo di Stato in Jugoslavia

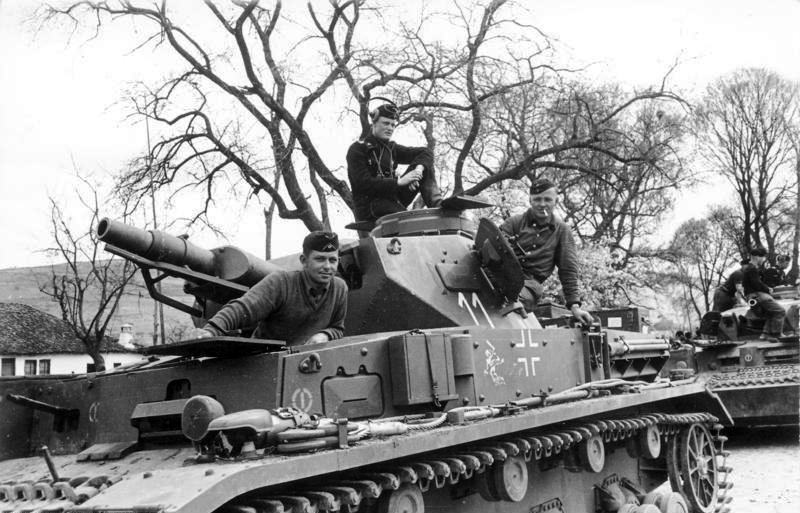
Panzer IV D tedeschi, appartenenti alla 11ª divisione corazzata, attendono l'ordine di avanzata sul confine jugoslavo

Il 1º marzo 1941 la Bulgaria aderì al patto Tripartito e contestualmente fu firmato un patto di non aggressione tra il paese balcanico e la Turchia, che provocò le reazioni dell'Unione Sovietica in merito alla violazione della sua zona di sicurezza; il giorno successivo le truppe tedesche destinate all'invasione della Grecia iniziarono a schierarsi in territorio bulgaro e questo causò, il 5 marzo, la rottura dei rapporti diplomatici tra Londra e Sofia. La Jugoslavia restava dunque l'ultimo paese neutrale dell'area balcanica e per questo fu sottoposto ad intense pressioni diplomatiche da parte di Hitler, di Churchill e dello stesso Re d'Inghilterra Giorgio VI, ma il 20 marzo il principe Paolo comunicò al suo governo che anche il suo paese avrebbe aderito al patto Tripartito, adesione che venne formalizzata a Vienna il giorno 25.
L'adesione della Jugoslavia al patto Tripartito sollevò un'ondata di proteste nel paese e, il 27 marzo, un colpo di Stato guidato dal generale Dušan Simović pose sul trono Pietro II di Iugoslavia; il nuovo Governo stipulò immediatamente un patto di non aggressione con l'Unione Sovietica ma attese fino al 2 aprile per comunicare alla Germania che non sarebbe stato stipulato nessun accordo formale con la Gran Bretagna, facendo intendere che l'accordo tra le potenze dell'Asse e la Jugoslavia non sarebbe stato sciolto. Il ritardo fu sufficiente ad Hitler per confermare gli ordini diramati il 27 marzo al momento del colpo di Stato, la cosiddetta "direttiva 25", che autorizzava lo Stato Maggiore tedesco ad elaborare i piani di invasione della Jugoslavia che sarebbe iniziata, contestualmente a quella della Grecia, la cosiddetta "operazione Marita", il 6 aprile.

### L'attacco tedesco

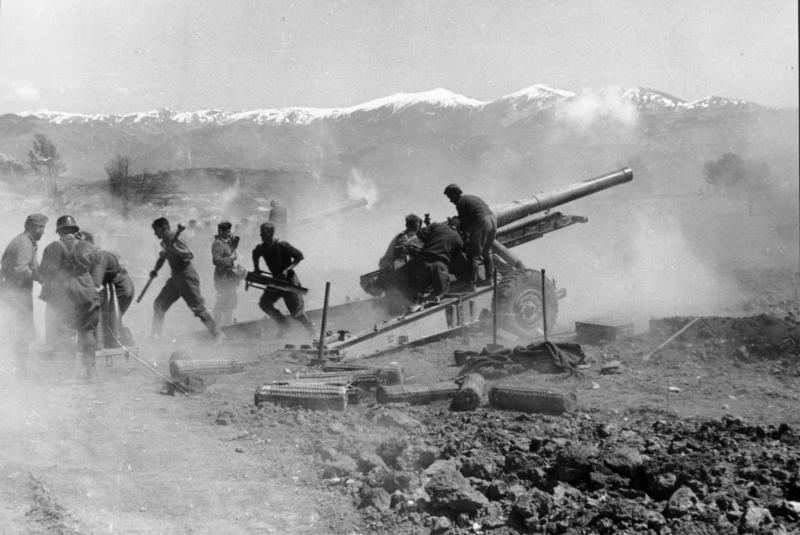
Artiglieria tedesca in azione durante i primi giorni dell'operazione Marita.

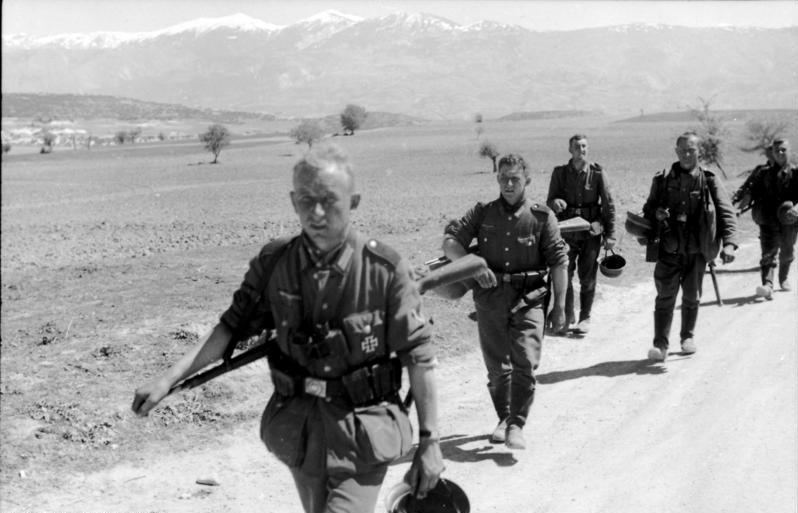
Fanti tedeschi in marcia dopo avere superato le montagne della Macedonia.

La Germania iniziò l'attacco alla Grecia ed alla Jugoslavia il 6 aprile 1941 e le forze che furono impiegate contro il paese ellenico furono: la 12ª armata, comandata dal feldmaresciallo Wilhelm List, il XVIII corpo di montagna, comandato dal generale Franz Böhme, integrato dalla divisione SS Leibstandarte, comandata dall'Obergruppenführer Josef Dietrich, e dalla IV. Luftflotte, comandata dal generale Wolfram von Richthofen, forte di circa 1200 aeroplani, la cui zona di operazioni si estendeva anche alla Jugoslavia; l'esercito ellenico, comandato dal generale Alexandros Papagos, disponeva di tre armate, oltre al contingente Alleato comandato dal generale Henry Maitland Wilson, formato dal I corpo d'armata australiano, comandato dal generale Thomas Blamey, dalla 2ª divisione neozelandese, diretta dal generale Bernard Freyberg, da due divisioni britanniche e da una brigata polacca, per un totale di circa 60000 uomini.
L'avanzata si sviluppò su due direttrici principali: ad ovest il grosso delle forze corazzate avanzò verso Skopje, allo scopo di attraversare il confine greco nei pressi di Florina, mentre la 2ª divisione corazzata, comandata dal generale Rudolf Veiel, si mosse in direzione di Strumica per dirigersi verso Salonicco; il XVIII corpo di montagna era incaricato di oltrepassare la cosiddetta "linea Metaxas", la barriera fortificata lunga circa 150 chilometri lungo il confine bulgaro, mentre reparti di fanteria tedesca e bulgara ebbero il compito di occupare la regione della Macedonia orientale e Tracia e le isole del mar Egeo site di fronte alla Turchia.
La 5ª e la 6ª divisione di montagna, comandate rispettivamente dal generale Julius Ringel e dal generale Ferdinand Schörner, avanzarono sulla linea Metaxas, che venne contemporaneamente aggirata ad est dalle due divisioni di fanteria del XXX corpo, comandato dal generale Otto Hartmann, e ad ovest dalla 2ª divisione corazzata e dalla 72ª divisione di fanteria, comandata dal generale Philipp Müller-Gebhard; la velocità dei panzer tedeschi consentirono all'unità corazzata tedesca di giungere alle spalle dell'armata della Macedonia orientale, che, dopo la rapida occupazione di Salonicco, avvenuta il 9 aprile, si arrese senza condizioni.
Contemporaneamente all'attacco contro la linea Metaxas il XV corpo corazzato, comandato dal generale Georg Stumme, avanzò attraverso la Jugoslavia ed attraversò il confine con la Grecia l'11 aprile insieme alla divisione corazzata SS Leibstandarte Adolf Hitler, puntando a circondare le due armate greche impegnate contro gli italiani. Già il giorno 12, non appena giunse l'ordine da parte di Papagos alle truppe elleniche impegnate in Albania di cominciare a ritirarsi onde cercare di evitare di essere insaccate, il comandante dell'armata dell'Epiro richiese ai propri superiori di cominciare a trattare un armistizio, la richiesta venne respinta, ma il 20 aprile il comandante dell'armata della Macedonia occidentale Tsolakoglu prese l'iniziativa e avviò trattative di resa con i soli tedeschi.
La situazione indusse il generale Wilson a ripiegare in quanto, dopo la conquista di Salonicco da parte del XVIII corpo di montagna, questo stava avanzando verso sud, lungo la direttrice del mar Egeo, rischiando di chiudere in una morsa l'intero contingente Alleato ed il generale Papagos maturò l'idea di suggerirne l'evacuazione dalla Grecia; il comandante britannico non ritenne possibile una soluzione differente ed ordinò la ritirata in direzione del passo delle Termopili, lasciando alcune unità in retroguardia allo scopo di rallentare l'avanzata tedesca, per tentare di raggiungere Atene, al fine di permettere ai soldati di imbarcarsi verso Creta od Alessandria.

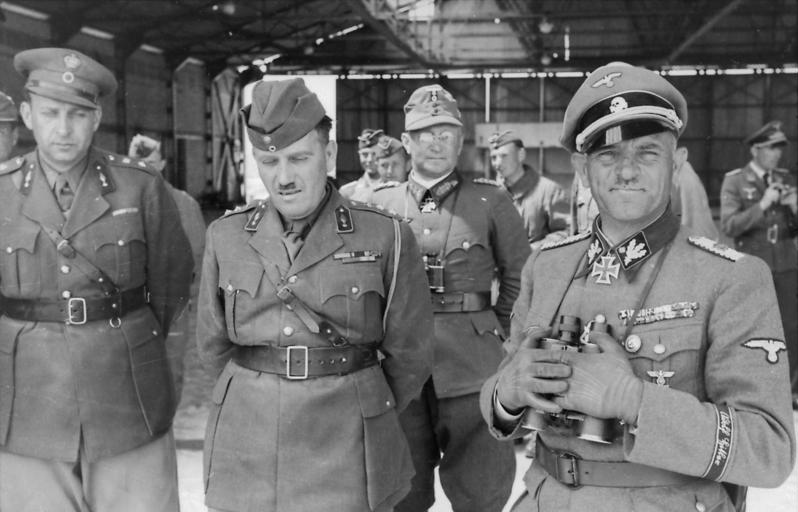
LObergruppenführer Josef Dietrich (a destra), ripreso durante le trattative di resa intraprese con i greci.

Il 20 aprile la 2ª e la 5ª divisione corazzata, comandata dal generale Gustav Fehn, proseguirono in direzione delle Termopili, mentre il 19 aprile ad Atene si tenne una riunione tra re Giorgio II, il generale Papagos e i generali britannici Wilson e Wavell, dove furono definiti i termini dell'evacuazione del contingente alleato; nello stesso momento il generale Tsolakoglu accettò di firmare nelle mani di Josef Dietrich la resa della sua armata e contestualmente di tutte le forze armate del paese, le condizioni dell'armistizio vennero poi modificate il 21 aprile dal comandante della 12ª armata tedesca, che le fece quindi nuovamente ratificare dai greci. Mussolini, ricevuta la notizia della resa, l'accolse con sdegno e pretese che l'armistizio fosse modificato e formalizzato alla presenza di rappresentanti italiani e, a dispetto delle reiterate proteste greche, fu concordata la ripetizione della cerimonia per il giorno 23 in una villa nei pressi di Salonicco, con la presenza del generale Ferrero in rappresentanza dell'Italia.

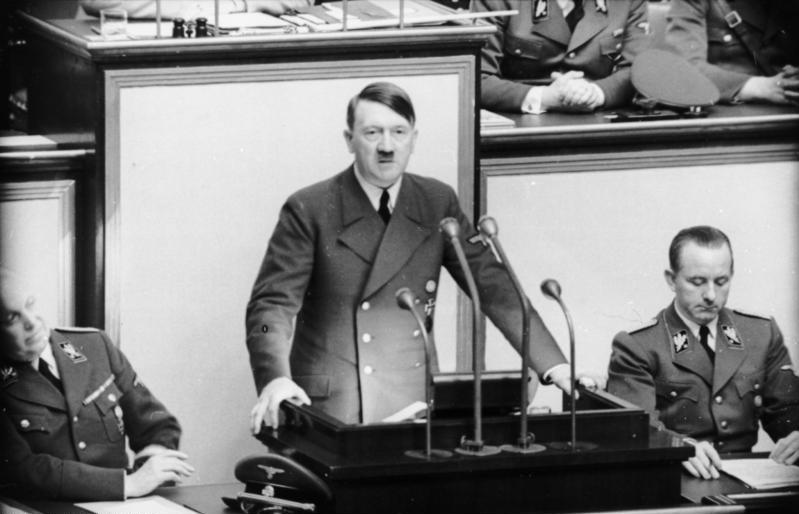
Adolf Hitler annuncia, il 4 maggio 1941, la fine delle operazioni nella penisola balcanica.

Il 23 aprile le forze tedesche iniziarono l'attacco verso le Termopili: il generale Freyberg, comandante della 2ª divisione neozelandese, rimasto in linea con i soldati, ricevette l'ordine di dirigersi verso uno dei punti d'imbarco concordati, ma egli rimase sul posto, iniziando il ripiegamento solo dopo la mezzanotte; l'attacco in forze, avvenuto il giorno successivo, sfondò le ultime difese Alleate consentendo una rapida avanzata verso sud, e le residue forze di Wilson ripiegarono verso Tebe nel tentativo di stabilirvi una nuova linea difensiva, ma anche questa venne superata di slancio il 26 aprile, costringendo il contingente a ritirarsi definitivamente verso i porti meridionali della Grecia.
Il 27 aprile la 2ª e la 5ª divisione corazzata fecero il loro ingresso ad Atene, innalzando la bandiera tedesca sull'Acropoli, ponendo fine alle ostilità nella Grecia continentale; l'operazione Marita era stata portata a termine in tre settimane con perdite modeste e, durante la campagna e nei giorni immediatamente successivi, le isole del mar Egeo e del mar Ionio sarebbero cadute una dopo l'altra in mano alle forze dell'Asse con la sola eccezione di Creta. Questa, secondo il parere di Hitler, sarebbe dovuta essere conquistata al fine di scongiurare il pericolo, derivante da attività aeree o navali provenienti dall'isola, per le operazioni tedesche ed italiane nel mar Mediterraneo e, immediatamente dopo l'ingresso delle truppe della Wehrmacht nella capitale, diede disposizioni affinché fosse preparato un piano, la cosiddetta operazione Merkur, per l'occupazione di Creta.

## Le forze in campo

### Alleati

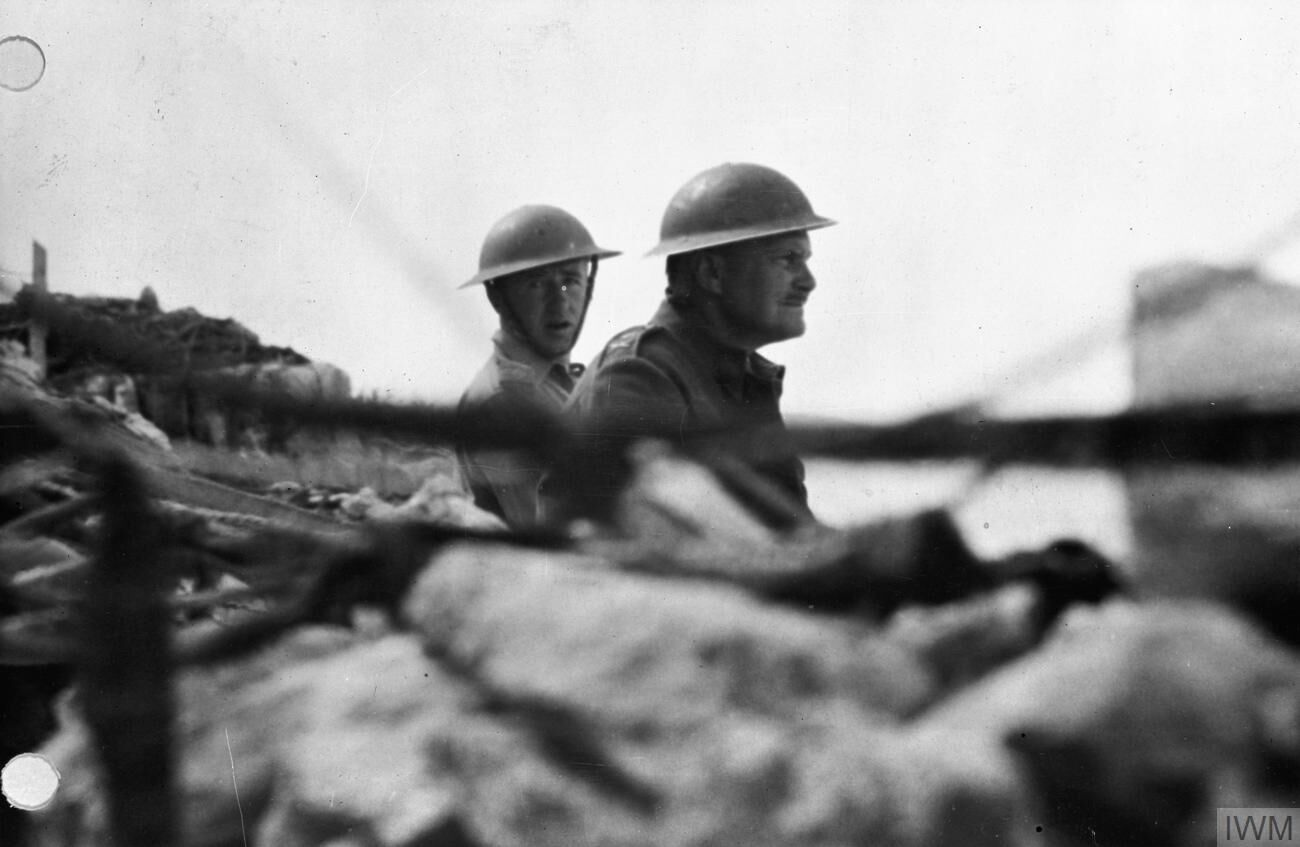
Il generale Bernard Freyberg (a destra), comandante della guarnigione Alleata dell'isola di Creta

Le forze Alleate presenti sull'isola ammontavano a circa 32000 soldati così ripartiti: 16000 britannici, circa 14000 tra australiani e neozelandesi, precedentemente evacuati dalla Grecia, integrati con 2000 fucilieri di marina britannici, al comando del generale Freyberg, al quale, il 30 aprile, venne affidato il comando della guarnigione Alleata; questa poteva contare anche su circa 10000 riservisti greci, i quali, come armamento, disponevano di un solo fucile ogni sei uomini e di una riserva limitata di proiettili. Come armamento pesante i reparti Alleati disponevano di 10 carri armati leggeri Vickers Mk VI e di due carri da fanteria Mk II Matilda, 68 pezzi contraerei e la forza aerea era rappresentata in tutto da 35 aerei che, a causa del bombardamento del 19 maggio da parte della Luftwaffe, si ridussero a 6, 3 Hawker Hurricane e 3 antiquati biplani Gloster Gladiator.

### Asse

#### Germania
I tedeschi mobilitarono per l'attacco all'isola l'intero XI. Fliegerkorps al comando del generale Kurt Student, di cui faceva parte la 7ª divisione aerea (composta da paracadutisti) comandata dal generale Wilhelm Süssmann. Il XI. Fliegerkorps era composto da circa 22000 uomini. Una volta occupati gli aeroporti sarebbe seguito l'arrivo della 5ª divisione di montagna per via aerea e, una volta disponibile un approdo, sarebbe giunto l'equipaggiamento pesante con l'utilizzo di una flottiglia di piccole imbarcazioni, sotto la protezione della Regia Marina, con il rinforzo di altri 6000 uomini; le operazioni di lancio sarebbero state coperte da 280 bombardieri, Dornier Do 17 e Junkers Ju 88, 150 Stuka e 200 caccia Messerschmitt Bf 110 e Messerschmitt Bf 109, con compiti di scorta..

#### Italia

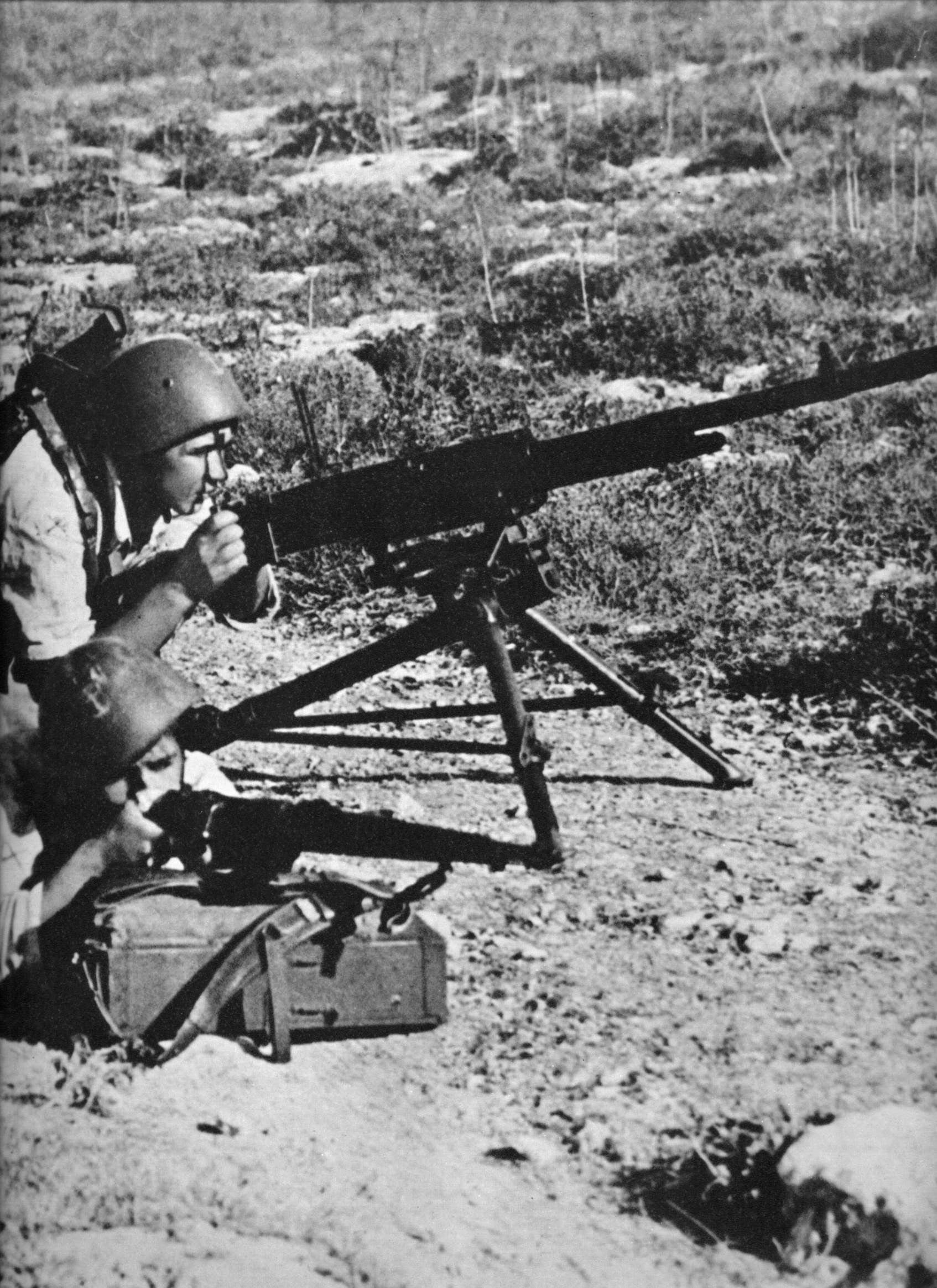
Marò del San Marco a Creta nel maggio 1941

Il Regio Esercito italiano contribuì, nella fase finale della battaglia, con un raggruppamento di formazione di circa 2500 uomini, al comando del generale Ettore Caffaro. Il raggruppamento era composto da alcune unità della 50ª Divisione fanteria "Regina", due compagnie da sbarco della Regia Marina, Carabinieri e Camicie Nere, appoggiati da 13 carri leggeri CV33; le unità da sbarco erano tanto eterogenee quanto inadeguate ma la forza da sbarco venne comunque inviata, pur dopo un'infruttuosa esercitazione, e prese terra nella baia di Sitia il 28 maggio.
Ordine di battaglia del Gruppo Tattico "Caffaro":
- plotone/Gruppo CC.RR. "Egeo"
- I Battaglione/9º Reggimento fanteria "Regina"/50ª Divisione fanteria "Regina"
- II Battaglione/10º Reggimento fanteria "Regina"/50ª Divisione fanteria "Regina"
- Compagnia mortai da 81/9º Reggimento fanteria "Regina"/50ª Divisione fanteria "Regina"
- 50ª Compagnia cannoni controcarro da 47/32/50ª Divisione fanteria "Regina"
- 3ª Compagnia carri CV35/CCCXII Battaglione misto carri
- una compagnia/CCI Battaglione CC.NN. Egeo "Rodi"
- una compagnia/Reggimento "San Marco"/Regia Marina

## Piano operativo

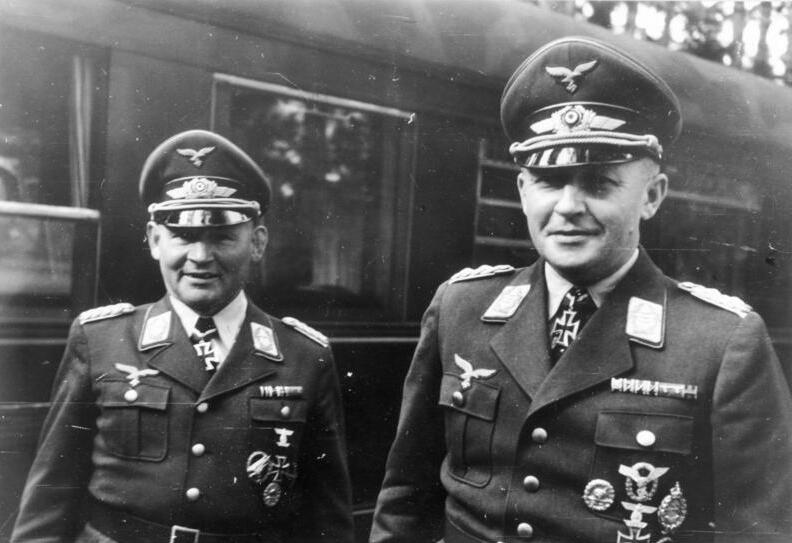
Il generale Kurt Student (a destra), comandante dell'XI corpo della Luftwaffe, insieme al generale Hermann-Bernhard Ramcke

L'"operazione Merkur", ossia il piano per la conquista dell'isola di Creta, approvato dal Führer il 25 aprile 1941 con la "direttiva n. 28", e che avrebbe dovuto prendere il via il 20 maggio, era diviso in tre parti distinte: la prima ondata di paracadutisti, appartenenti alla 7ª divisione aerea comandata dal generale Wilhelm Süssmann, ed inquadrata nell'XI corpo della Luftwaffe, comandato dal generale Kurt Student, si sarebbe lanciata per occupare, nelle prime 36 ore, almeno una delle piste di atterraggio site a Candia, a Maléme e a Retimo; una volta preso possesso di un aeroporto avrebbe preso il via la seconda fase, ossia l'arrivo dei reparti della 5ª divisione di montagna, i quali, atterrati sulle piste appena conquistate, si sarebbero uniti alle forze già presenti per occupare almeno uno dei porti siti alla Canea, a Kissamos, a Mires, a Sfakia, a Suda e a Messara; dopo la conquista di un approdo le operazioni aviotrasportate sarebbero state seguite infine dall'arrivo via mare di altri 6000 uomini e dall'equipaggiamento pesante, ossia artiglieria, autocarri ed alcuni carri armati leggeri provenienti dalla 5ª divisione corazzata; le forze incaricate delle prime due ondate d'attacco sarebbero state trasportate da trimotori Junkers Ju 52, integrati con gli alianti da trasporto DFS 230, mentre le forze provenienti dal mare sarebbero giunte con una flottiglia di varie imbarcazioni, scortate da unità della Regia Marina.

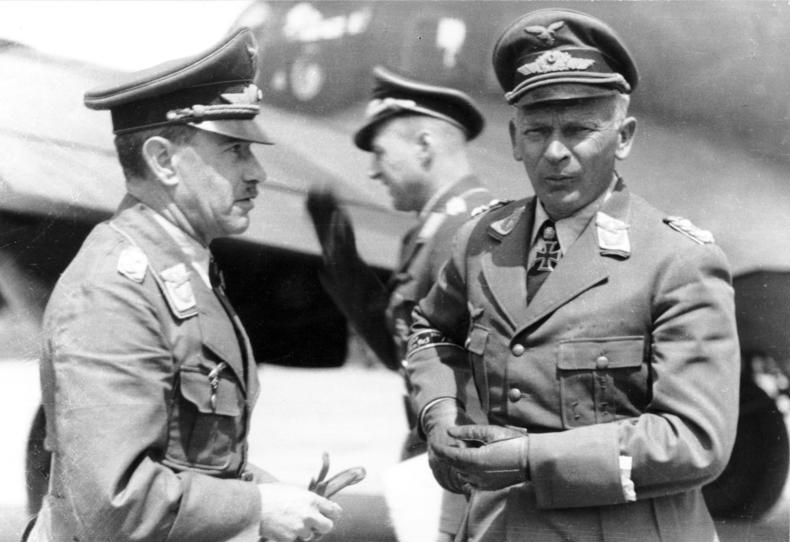
Il generale Wolfram von Richthofen (a destra), comandante dell'VIII corpo della Luftwaffe, insieme al generale Alexander Löhr, comandante della IV. Luftflotte

Lo Stato Maggiore dell'OKW si era precedentemente espresso affinché le forze fossero utilizzate per l'occupazione dell'isola di Malta, ritenuta più pericolosa per le rotte marittime dell'Asse verso la Libia, ma il generale Student si oppose, obiettando che le forze Alleate presenti nell'isola, unite alla forte difesa aerea di cui disponeva, avrebbero reso impossibile un attacco dall'aria, mentre la guarnigione presente a Creta, composta, ad eccezione di una brigata britannica già presente sull'isola, da superstiti dell'evacuazione dalla Grecia, per un totale di circa 32000 uomini, e da circa 10000 riservisti dell'esercito greco, e praticamente priva di aviazione, poteva essere sopraffatta con un'azione rapida proveniente dal cielo.

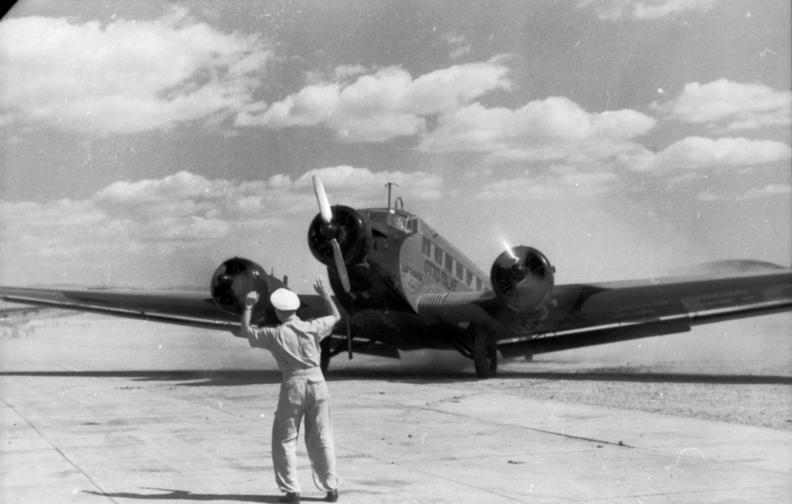
L'aereo da trasporto tedesco Junkers Ju 52

Risolta la questione sul luogo dell'operazione emersero tuttavia contrasti in merito alle modalità di attacco: il generale Wolfram von Richthofen, comandante dell'VIII corpo aereo e responsabile del trasporto del contingente tedesco, non era agli ordini diretti del generale Student ma doveva riferire al generale Alexander Löhr, comandante della IV Luftflotte destinata alle operazioni nei Balcani, ed entrambi nutrivano perplessità sull'azione pianificata da Student; questi aveva disposto un numero di sette lanci in varie zone dell'isola per occupare e consolidare i punti di atterraggio, mentre il generale Löhr propendeva per una concentrazione delle forze nel settore di Maléme e di Suda e successivamente, una volta sbarcati i rinforzi, il contingente sarebbe avanzato compatto verso est per conquistare l'intera isola. Il generale von Richthofen dapprima obiettò che i 500 aerei da trasporto Junkers Ju 52 disponibili per l'attacco avrebbero potuto trasportare solo la metà dei 9500 paracadutisti previsti per le ondate del primo giorno, ed inoltre fece notare che l'atterraggio simultaneo di una tale quantità di aerei sarebbe stata impossibile; visti i fondati dubbi del comandante dell'VIII corpo aereo, il generale Löhr fu costretto a portare il numero dei lanci da sette a quattro, da effettuarsi due al mattino e due al pomeriggio, ma il piano d'attacco seguì le direttive proposte dal generale Student, ossia il lancio in tre luoghi differenti: gli aeroporti di Maléme, di Candia e di Retimo, la loro occupazione e l'attesa dell'arrivo della 5ª divisione di montagna.

## La battaglia

### Il 20 maggio

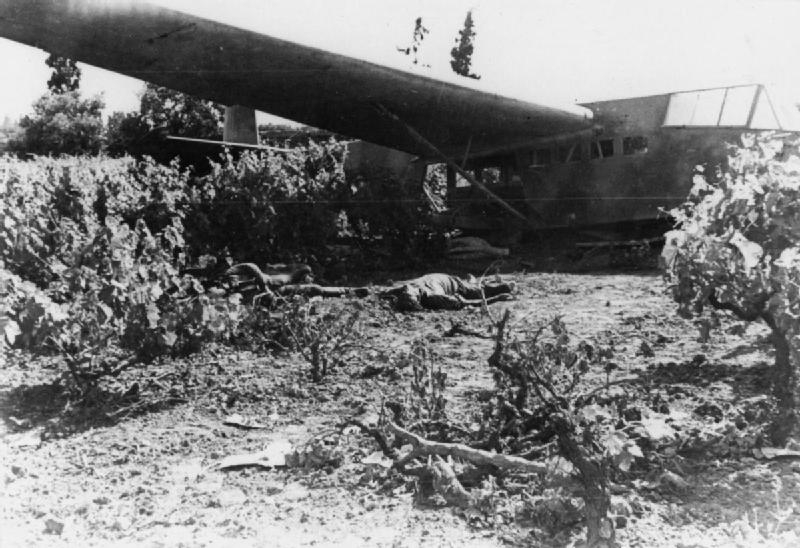
Un aliante tedesco DFS 230 distrutto durante l'atterraggio sull'isola di Creta.

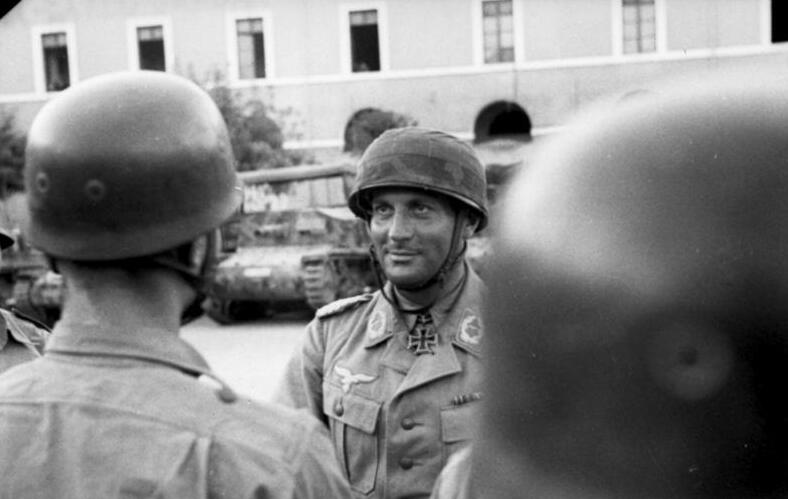
Il maggiore Walter Gericke, comandante del 4º battaglione della 7ª divisione aerea tedesca.

Il mattino del 20 maggio un intenso bombardamento aereo precedette la prima ondata di circa 3000 paracadutisti che iniziò a scendere sull'isola poco dopo le 07:00; il primo gruppo a toccare il suolo cretese fu lo Sturmregiment (reggimento d'assalto) comandato dal generale Eugen Meindl, incaricato di occupare l'aeroporto di Maléme e di neutralizzarne le batterie contraeree ma le difficoltà nel conseguire gli obiettivi si dimostrarono molto più elevate di quanto fosse stato previsto: a causa della nebbia il 1º battaglione alianti dapprima si sparpagliò e successivamente gli aerei non riuscirono ad identificare correttamente i punti di atterraggio, con la duplice conseguenza che i soldati non poterono rapidamente raggrupparsi e molti degli alianti planarono su di un terreno impervio fracassandosi al suolo, facendo crescere il numero delle vittime, già alto a causa del seppure debole fuoco antiaereo, ancora prima che i soldati fossero impegnati in combattimento.
La resistenza da terra fu molto intensa: i reparti neozelandesi che presidiavano la zona spararono in direzione sia degli aerei che dei paracadutisti, mentre questi stavano scendendo, e i pochi che riuscirono a toccare terra furono immediatamente catturati o uccisi tanto che, dei 3000 uomini che sbarcarono il 20 maggio, la 7ª divisione aerea perse circa 2000 dei suoi effettivi, ed il 4º battaglione, comandato dal maggiore Walter Gericke, l'unico che era riuscito a farsi strada verso l'aeroporto di Maléme, alla sera era riuscito ad occupare solo una parte della pista, ma rimaneva in mani Alleate la collina che la sovrastava, la cosiddetta "collina 107". Il generale Meindl tentò di organizzare un attacco con le poche forze rimaste a sua disposizione ma venne sorpreso dall'arrivo di due carri armati Mk II Matilda e di una ventina di fanti che avrebbero avuto facilmente ragione degli stremati reparti tedeschi ma, per loro fortuna, i due carri vennero quasi subito abbandonati dagli equipaggi, il primo a causa di un'avaria al cannone ed il secondo per essere rimasto immobilizzato tra le rocce; il colonnello L. V. Andrew, comandante del presidio incaricato di tenere la collina, commise tuttavia l'errore di ritenere le forze tedesche assai superiori numericamente e che, durante la giornata, a queste fossero giunti rinforzi e, temendo di essere rimasto isolato, dopo avere riferito al suo comando, si ritirò; i tedeschi, poco prima dell'alba, avanzarono verso le trincee Alleate, ma, una volta arrivati alle postazioni sulla collina, le trovarono abbandonate, conquistando senza combattere il prezioso avamposto.

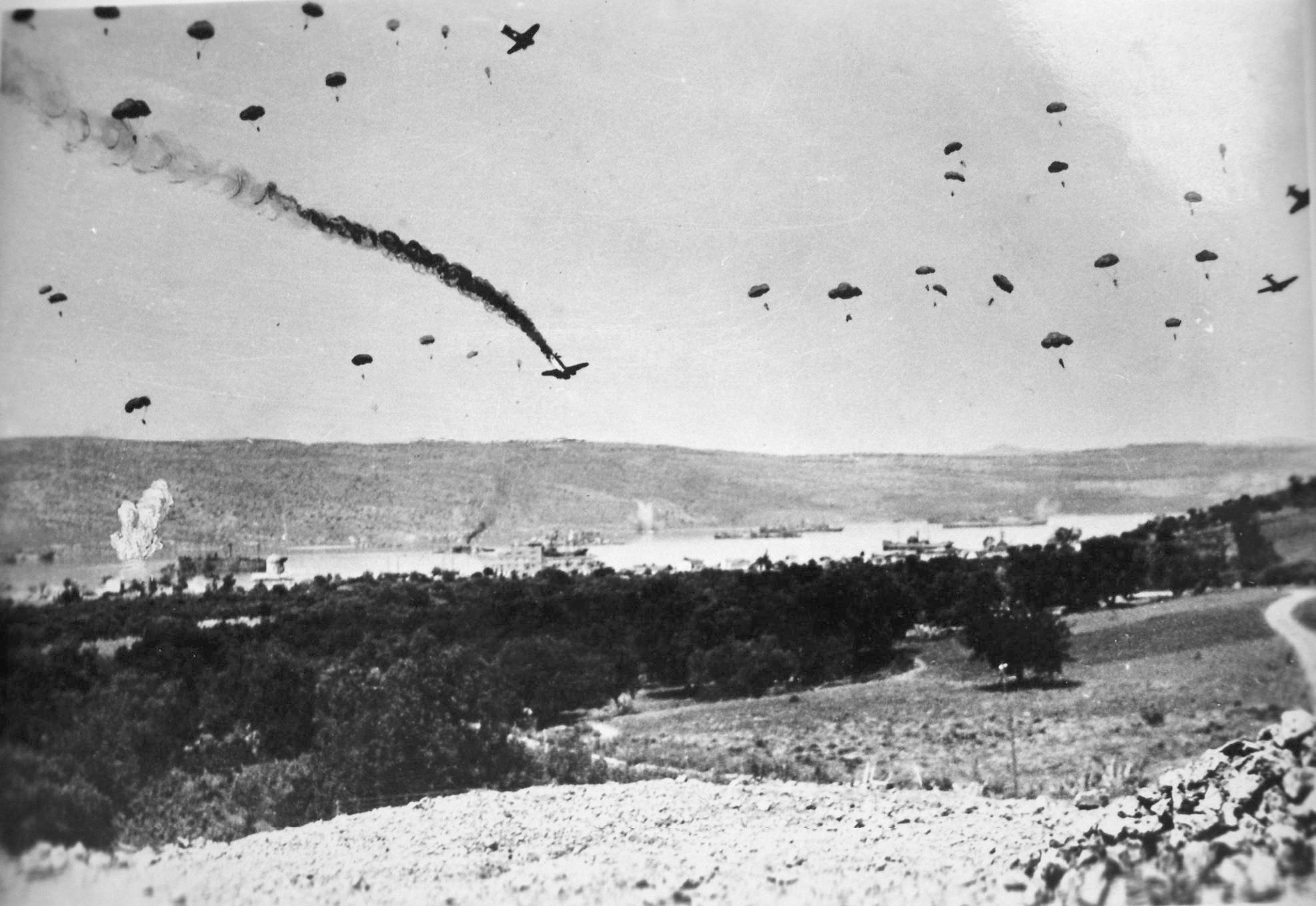
Paracadutisti tedeschi si lanciano nei pressi del porto di Suda, mentre un aereo da trasporto Junkers Ju 52, colpito dalla contraerea, precipita in fiamme.

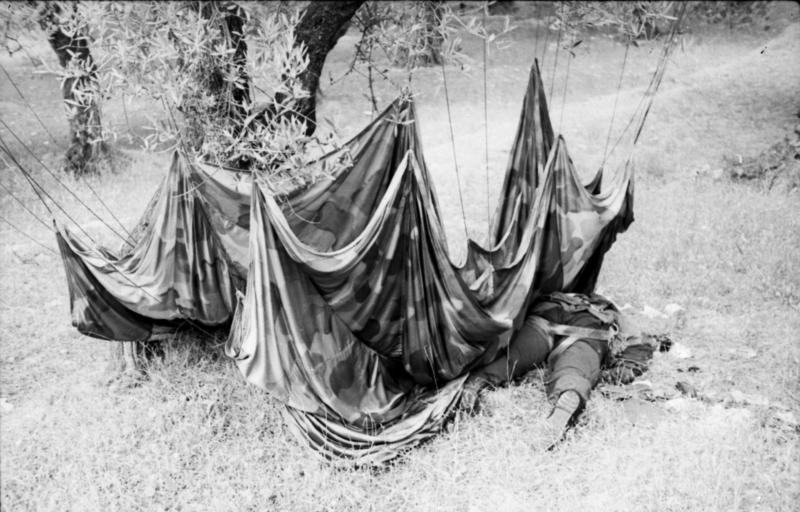
Paracadutista tedesco ucciso prima di essersi liberato del paracadute.

Contemporaneamente, a circa 10 chilometri di distanza dalla pista di Maléme, il 1º reggimento paracadutisti, comandato dal colonnello Friedrich August von der Heydte, ed il 3º reggimento, comandato dal colonnello Richard Heidrich, integrato da reparti del genio, erano scesi per cercare di impadronirsi delle installazioni portuali site a La Canea e a Suda ma, prima che i reparti arrivassero sull'isola, la 7ª divisione perse il suo comandante, il generale Wilhelm Süssmann, precipitato con l'aliante che lo trasportava poco dopo il decollo a causa della rottura delle ali, ed il comando delle operazioni in quel settore passò al colonnello Heidrich.
Analogamente a quanto stava avvenendo nella zona di Maléme i paracadutisti furono fatti oggetto di un intenso fuoco da terra e, dopo pochi minuti, 350 dei 550 uomini che si lanciarono nella prima ondata vennero uccisi e solo nelle prime ore del pomeriggio i superstiti dei reparti tedeschi riuscirono a raggrupparsi per avanzare verso gli obiettivi; il primo ostacolo che si frapponeva tra i porti era rappresentato dalle colline intorno alla cittadina di Galatas e furono tentati due attacchi per superarle ma entrambi vennero respinti e, al calare della notte, due compagnie Alleate, supportate da tre carri armati leggeri, contrattaccarono costringendo i tedeschi a ritirarsi; il 3º reggimento, ormai decimato, indietreggiò lungo la valle e, nell'impossibilità di tentare qualunque azione, si nascose nei boschi di ulivi nella speranza di ricevere rinforzi il giorno successivo; il colonnello Heidrich ottenne comunque il risultato di distogliere forze ai difensori della pista di Maléme dove in quel momento si stava ancora combattendo.
Il 20 maggio altri due punti erano stati pianificati come zone di atterraggio per l'occupazione di altrettanti obiettivi: il primo era costituito dall'aeroporto di Retimo, mentre il secondo era la città di Candia, che disponeva sia di una pista di atterraggio che di un porto. I due battaglioni che componevano il 2º reggimento paracadutisti, comandato dal colonnello Alfred Sturm, avevano l'incarico di scendere a circa due chilometri da Heraklion e di occuparne l'aeroporto ma anch'essi subirono lo stesso destino delle altre unità aviotrasportate: una decina di aerei vennero abbattuti prima che i lanci fossero effettuati e i reparti che riuscirono ad arrivare a terra vennero decimati prima di potersi raggruppare; i superstiti dell'unità tentarono di avvicinarsi alla città ma dovettero presto trincerarsi a causa dell'arrivo di rinforzi Alleati provenienti da Suda.

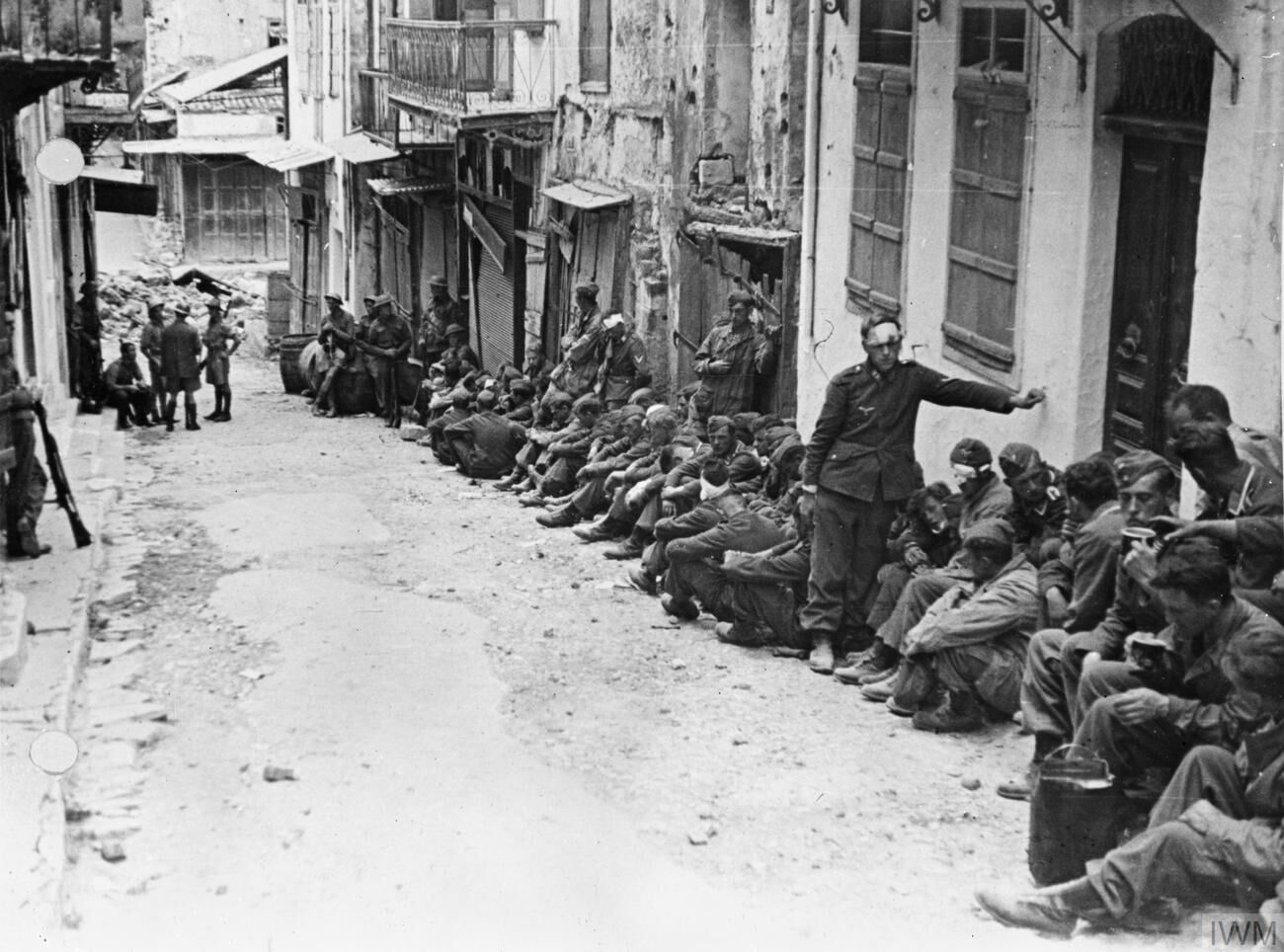
Paracadutisti tedeschi fatti prigionieri dagli Alleati durante le prime ore dell'invasione.

L'attacco contro Candia doveva essere condotto da un contingente di circa 2000 uomini, formato da tre battaglioni del 1º reggimento paracadutisti e da uno del 2°, comandato dal colonnello Bruno Bräuer; analogamente a quanto successe negli altri punti di atterraggio, diverse centinaia di uomini furono uccisi, sia a causa della contraerea che abbatté alcuni aerei, che per il fuoco proveniente da terra durante la discesa, ed il 3º battaglione, che aveva subito perdite minori rispetto agli altri, riuscì a farsi largo verso la città ma la resistenza delle forze a presidio del centro abitato, unita alla reazione della popolazione civile, lo fece rapidamente indietreggiare. Nei pressi dell'aeroporto il 2º battaglione venne praticamente annientato e, dopo il primo tentativo di attacco alla pista di atterraggio, solo 60 uomini su 400 sopravvissero al contrattacco Alleato, effettuato anche con l'appoggio di tre carri armati leggeri, ed il colonnello Bräuer si vide costretto a raggruppare quanto restava dei quattro battaglioni per tentare un ultimo attacco prima del sopraggiungere della notte che fu tuttavia respinto, frustrando l'ultima possibilità di conquistare almeno un'installazione durante il primo giorno dell'attacco a Creta.
Il primo giorno della battaglia di Creta era costato ai tedeschi la perdita di circa un terzo della 7ª divisione aerea e nessun obiettivo era stato raggiunto; gli Alleati avevano subito perdite considerevolmente minori ma il generale Freyberg non mancò di esprimere le sue preoccupazioni al generale Wavell in merito sia alla possibilità di un aumento delle forze attaccanti, che della situazione delle sue truppe, le quali erano riuscite a tenere tutte le installazioni a loro assegnate ma, essendo il suo contingente privo di forze mobili, se un solo reparto si fosse ritirato da un porto o da una pista di atterraggio, non avrebbe potuto essere rimpiazzato, consegnando di fatto ai tedeschi la possibilità di fare affluire rinforzi e di volgere a loro favore le sorti della battaglia.

### L'arrivo dei primi rinforzi

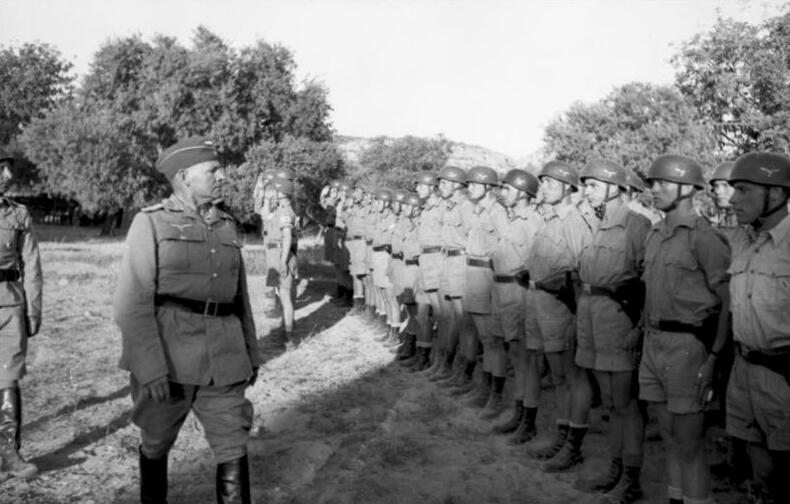
Il colonnello Hermann-Bernhard Ramcke, mentre passa in rassegna un reparto di paracadutisti

La giornata del 20 maggio, con l'attacco della 7ª divisione aerea, si era conclusa senza che i tedeschi conquistassero alcuno degli obiettivi che erano stati prefissati; l'unico modesto successo, costato comunque molte perdite, era stato l'occupazione di parte dell'aeroporto di Maléme e della "collina 107" che la sovrastava, e proprio su questa pista, poco prima dell'alba, riuscì ad atterrare uno Junkers Ju 52 con a bordo un ufficiale dello Stato Maggiore del generale Student, il quale, dopo essere stato messo al corrente della situazione dal generale Meindl, ripartì immediatamente con la conferma che la parte occidentale dell'aeroporto era in mani tedesche e che quindi sarebbe stato possibile inviare i rinforzi che si trovavano ancora in attesa in territorio greco; il generale Student esitò, ritenendo l'atterraggio degli aerei ancora troppo rischioso, ma il generale von Richthofen lo convinse ad avviare l'operazione per portare rapidamente aiuto ai paracadutisti che stavano combattendo a Creta..
Sei aerei partirono immediatamente ed atterrarono sulla spiaggia a nord-ovest dell'aeroporto, tenendosi prudentemente fuori dalla portata di tiro delle armi Alleate, e circa 350 paracadutisti furono lanciati ad ovest di Tavronitis; poco dopo le ore 03:30 i combattimenti ripresero: gli Alleati si erano resi conto che una nuova ondata stava per giungere su Maléme e concentrarono il fuoco sulla pista di atterraggio, causando ulteriori perdite ai tedeschi e distruggendo molti aerei in arrivo ma, durante il mattino del 21 maggio fu trasportato sul suolo cretese, da una quarantina di aerei da trasporto, il primo gruppo di soldati appartenenti al 100º reggimento della 5ª divisione di montagna, per un totale di circa 800 uomini, insieme al colonnello Hermann-Bernhard Ramcke, giunto per rimpiazzare al comando nel settore di Maléme il generale Meindl, ferito durante i combattimenti; i suoi ordini erano identici a quelli ricevuti il giorno prima dal generale, ossia raggrupparsi ed avanzare verso est in direzione di Galatás e Suda per unirsi agli altri gruppi combattenti, al fine di proseguire nell'attacco per l'occupazione dell'isola.

### L'intervento della Royal Navy

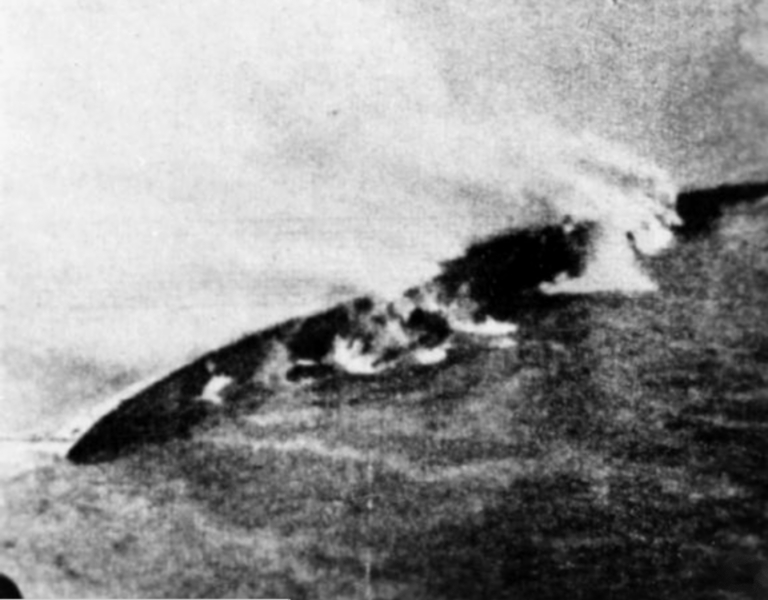
L'incrociatore leggero britannico HMS Gloucester mentre affonda, dopo essere stato colpito da bombe sganciate dagli Stuka tedeschi.

Contestualmente all'invio di rinforzi per via aerea, i tedeschi avviarono le operazioni via mare: i due primi variegati convogli, composti complessivamente da una settantina di imbarcazioni, prevalentemente caicchi e pescherecci requisiti, salparono dai porti greci di Salonicco e del Pireo, scortati dalle torpediniere italiane Lupo e Sagittario, per dirigersi verso l'isola con a bordo materiali, munizioni e truppe, tra le quali il 3º battaglione del 100º reggimento di montagna; la decisione di fare prendere così rapidamente il mare ai convogli fu presa sulla base della convinzione che la Mediterranean Fleet, la flotta britannica di stanza ad Alessandria comandata dall'ammiraglio Andrew Cunningham, visto il dominio aereo della Luftwaffe in quel settore, non sarebbe intervenuta; questi viceversa inviò due squadre, composte da sette incrociatori ciascuna, con la relativa scorta di cacciatorpediniere che, la notte del 21 maggio, intercettarono ed attaccarono il primo convoglio tedesco a circa 20 miglia dai punti di sbarco siti ad ovest di Maléme.

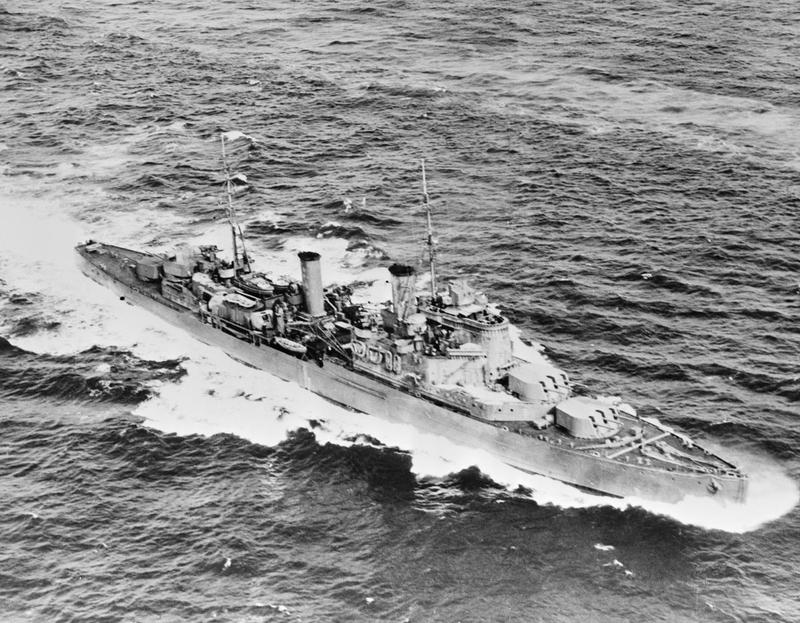
L'incrociatore leggero britannico HMS Fiji, affondato il 22 maggio 1941 da aerei tedeschi

L'ammiraglio Cunningham, a seguito degli attacchi aerei della Regia Aeronautica, i cui bombardieri CANT Z.1007 avevano affondato il cacciatorpediniere HMS Juno, aveva dato disposizioni affinché le due squadre navali durante il giorno si ritirassero a sud e a ovest, al di fuori del raggio di azione dei bombardieri dell'Asse, mentre di notte avrebbero ripreso il loro pattugliamento al largo di Creta. Intorno alle ore 23:00 il convoglio tedesco venne avvistato ed attaccato da tre incrociatori leggeri, l'HMS Dido, l'HMS Orion e l'HMS Ajax, e da quattro cacciatorpediniere: lo scontro durò circa due ore e mezza, durante le quali vennero affondate 15 imbarcazioni, ed anche la Lupo, intervenuta per dare copertura al convoglio con una cortina fumogena, fu colpita e danneggiata in modo non grave; solo poche unità poterono raggiungere Creta, mentre il resto delle imbarcazioni, che erano fuggite al momento dell'attacco, si diressero verso l'isola di Milo, non riuscendo nella missione di portare i rinforzi necessari alle truppe impegnate a Maléme.
Il giorno dopo i britannici, ritenendo che l'azione del giorno prima avrebbe indotto i tedeschi ad interrompere l'invio dei rinforzi via mare, non si allontanarono e venne ordinato alla "Forza C", composta da 4 incrociatori e da 3 cacciatorpediniere e posta agli ordini dell'ammiraglio King, di attaccare il secondo convoglio tedesco che navigava in direzione di Creta, scortato dalla sola torpediniera italiana Sagittario; la Luftwaffe tuttavia scoprì la squadra navale britannica mentre si avvicinava al convoglio che, una volta avvistato, cambiò rotta cercando di allontanarsi verso nord. Gli aerei tedeschi si lanciarono sulle navi britanniche che immediatamente interruppero l'inseguimento, nonostante gli ordini che provenivano da Alessandria gli imponessero di proseguire; l'ammiraglio King richiese aiuto al contrammiraglio Bernard Rawlings, affinché lo raggiungesse con il grosso della flotta e, nonostante verso le ore 12:00 le due squadre si fossero avvistate, non riuscirono ad evitare il bombardamento aereo che durò circa tre ore e mezzo: la nave ammiraglia di Rawlings, la corazzata HMS Warspite, venne danneggiata gravemente, due incrociatori leggeri, l'HMS Gloucester e l'HMS Fiji, vennero affondati insieme a due cacciatorpediniere, l'HMS Kashmir e l'HMS Kelly, quest'ultimo comandato dall'allora tenente di vascello Louis Mountbatten, costringendo le due squadre britanniche ad invertire la rotta e a dirigersi verso Alessandria. Il 22 maggio l'ammiraglio Cunningham, dopo avere rimosso dall'incarico l'ammiraglio King, si vide costretto, stante le gravi perdite subite, a ritirare le sue forze e a rinunciare ad attaccare i convogli tedeschi che si dirigevano verso Creta, ritenendo che la flotta fosse troppo vulnerabile nel momento in cui il nemico possedeva il predominio assoluto dell'aria.

### L'occupazione dell'aeroporto di Màleme

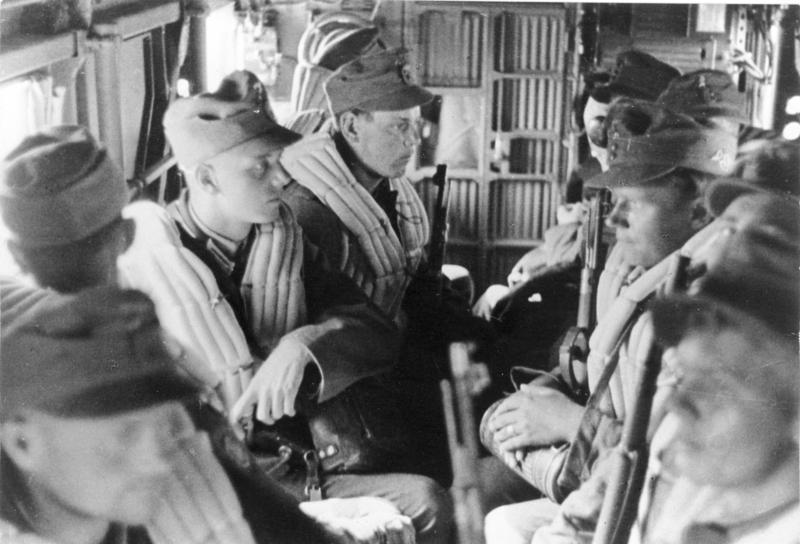
Soldati della 5ª divisione di montagna durante il trasferimento a Creta a bordo di un aereo da trasporto Junkers Ju 52.

L'arrivo a Creta di una parte del 100º reggimento della 5ª divisione di montagna, comandato dal colonnello Willibald Utz, e delle riserve di paracadutisti permise ai tedeschi di occupare totalmente l'aeroporto di Màleme e le zone costiere adiacenti, dove avrebbero potuto approdare le imbarcazioni provenienti dalla Grecia. Il numero dei soldati presenti nella zona era però ancora decisamente inferiore a quello di cui disponevano gli Alleati e, alla fine della giornata, solo 188 uomini erano ancora in grado di combattere, mentre nelle vicinanze si trovavano circa 7000 soldati Alleati e circa 6000 riservisti greci; il generale Ringel temette che un contrattacco effettuato con rapidità avrebbe probabilmente fatto riprendere agli Alleati il controllo della città e dei dintorni ma il generale neozelandese James Hargest, comandante della 5ª brigata New Zealand, esitò, temendo ulteriori sbarchi di paracadutisti ed attacchi aerei, rinunciando ad attaccare durante il giorno, mentre, durante la notte, la brigata si trovò avviluppata in continui combattimenti corpo a corpo con gruppi isolati di paracadutisti che si erano precedentemente nascosti in attesa di riunirsi ai loro reparti, e l'attacco si arrestò a circa due chilometri dall'aeroporto.
All'alba del 22 maggio la Luftwaffe riprese le attività e la continua azione degli Stuka e degli Zerstörer Messerschmitt Bf 110, che bombardarono e mitragliarono a bassa quota la brigata neozelandese, costrinse gli Alleati ad arretrare, e contemporaneamente ricominciò l'arrivo di truppe e di materiali dalla Grecia: durante la giornata, sotto il fuoco dell'artiglieria e dei mortai degli Alleati, che bombardavano a distanza la pista di atterraggio, vennero trasportati a Maléme tre battaglioni di montagna, un ospedale da campo ed artiglieria pesante e, il 23 maggio, la 5ª e la 6ª divisione di montagna erano sbarcate quasi al completo sull'isola.
Consolidate le posizioni a Maléme, e terminate di fatto le operazioni aviotrasportate, il generale Löhr decise di affidare il comando delle operazioni terrestri al generale Ringel, ritenendo più utile che il generale Student rimanesse in Grecia per coordinare il trasporto aereo dei rifornimenti, e, il giorno stesso, il comandante della 5ª divisione di montagna giunse a Creta ed ordinò a tutti i paracadutisti superstiti di raggrupparsi agli ordini del colonnello Ramcke e di avanzare lungo la strada costiera settentrionale dell'isola, due battaglioni del 100º reggimento di montagna, comandati dal colonnello Utz, si sarebbero diretti verso l'interno a sud est dell'aeroporto ed un altro battaglione di montagna si diresse verso sud per eliminare le postazioni di artiglieria Alleate.

### Lo sfondamento tedesco e le prime rappresaglie

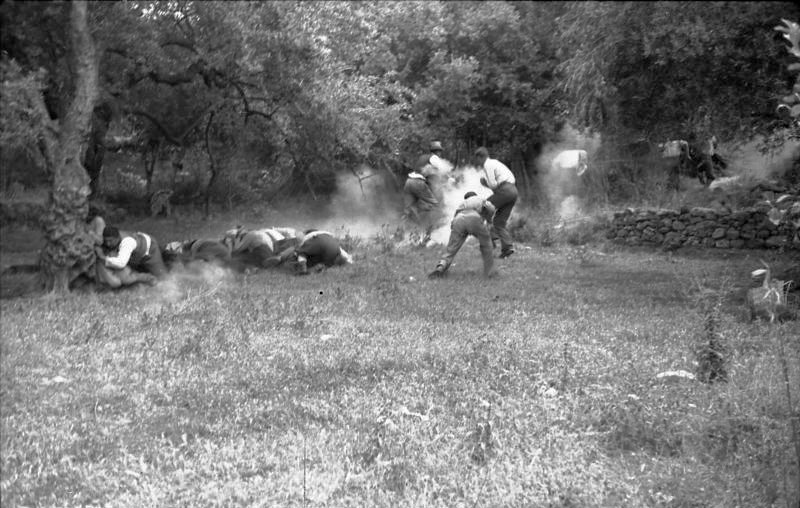
La fucilazione per rappresaglia di alcuni civili cretesi, da parte dei paracadutisti tedeschi, nel paese di Kondomari

Il 23 maggio il generale Freyberg ordinò la ritirata dalle posizioni di Maléme per attestarsi su quelle di Galatas, conscio che la perdita dell'aeroporto avrebbe probabilmente deciso le sorti della battaglia, mentre ad Atene il generale Student insisteva affinché venisse portato immediatamente aiuto ai paracadutisti isolati a Retimo e Candia ma il generale Ringel decise che le sue truppe avrebbero dovuto avanzare il più possibile compatte verso est, mentre a sud al 2º battaglione di montagna venne affidato il compito di sgombrare le alture intorno a Galatas. Quest'ultimo in particolare venne fatto oggetto di attacchi improvvisi e continuati da parte della popolazione civile e la violenza di alcune uccisioni, precedute da torture e mutilazioni, successivamente scoperte con il rinvenimento dei cadaveri dei paracadutisti, anche durante l'avanzata verso est, provocò la reazione tedesca e per la prima volta, durante la seconda guerra mondiale, fu utilizzato lo strumento della rappresaglia per punire e stroncare la volontà dei cretesi di combattere.

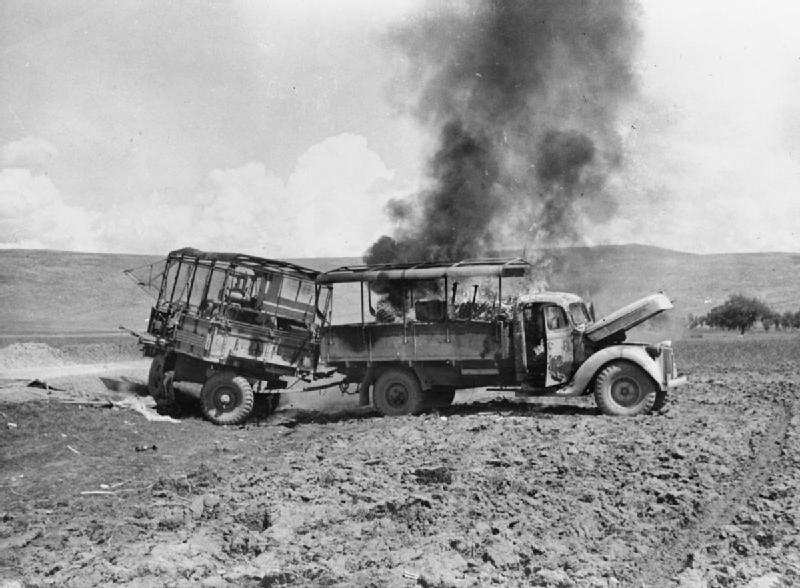
Autocarro Alleato in fiamme dopo un bombardamento da parte degli Stuka

Venne decretato che, per ogni soldato tedesco ucciso, sarebbero stati fucilati dieci civili cretesi e gli aerei che sorvolavano l'isola lanciarono volantini che intimava la popolazione di Creta a porre termine alle azioni contro le forze occupanti pena la fucilazione di ostaggi; ai soldati della 5ª divisione di montagna e della 7ª divisione aerea, durante la loro avanzata, venne impartito l'ordine di distruggere le case e le fattorie da dove si riteneva fossero provenuti gli attacchi, si dovevano prendere ostaggi nelle località in cui gli abitanti avessero compiuto attività contro i tedeschi ed il semplice possesso di un'arma da parte di un civile comportava l'esecuzione sommaria; i paesi di Kandanos e di Kondomari furono i primi a subire i rigori della rappresaglia tedesca: entrambi furono rasi al suolo dopo la cattura di tutti gli uomini di età compresa tra i 18 e i 55 anni e la fucilazione di molti di loro.
La sera del 23 maggio un reparto del 100º reggimento di montagna prese contatto con ciò che restava del 3º reggimento paracadutisti, e, mentre il generale Ringel proseguiva l'avanzata verso est, il gruppo da combattimento, che ormai contava circa 4000 uomini, si accinse a sferrare l'attacco per sgomberare le alture intorno a Galatas; il giorno 24 i reparti che stavano combattendo ad Heraklion ricevettero il rinforzo dell'ultimo battaglione di paracadutisti disponibile e, il giorno successivo, il generale Student atterrò a Maléme per concordare con il generale Ringel le direttive dell'attacco finale ai principali centri dell'isola; il suo arrivo coincise con l'inizio dell'attacco a Galatas, dove i tedeschi, dopo intensi combattimenti appoggiati dall'aria dall'azione degli Stuka, fecero il loro ingresso per esserne tuttavia respinti, durante la notte, dal contrattacco Alleato ma, nonostante la riconquista della città, il generale Puttick, comandante delle truppe neozelandesi di quel settore, si rese conto che il rischio di un accerchiamento aumentava di ora in ora e per questo chiese ed ottenne il permesso per l'evacuazione di Galatas, che venne quindi occupata dai tedeschi senza combattere, per stabilire una doppia linea di difesa alla Canea e a Suda.

### Le fasi finali della battaglia

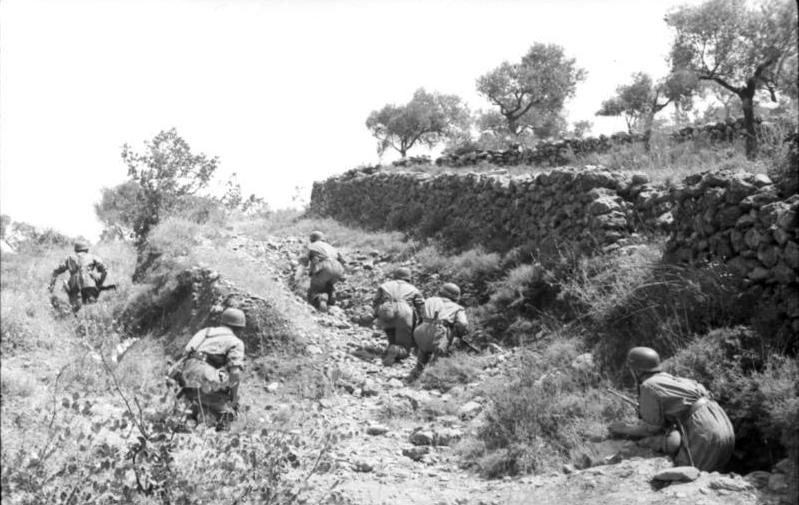
Paracadutisti tedeschi avanzano verso le posizioni Alleate

Il generale Freyberg, constatata la perdita di Maléme e di Galatas, si mise in comunicazione con il comando del Medio Oriente, chiedendo al generale Wavell un appoggio massiccio da parte della Royal Air Force alle truppe di terra ma, dopo che la portaerei HMS Formidable venne gravemente danneggiata dai caccia tedeschi, venne definitivamente abbandonato il progetto di difendere le truppe Alleate dall'aria. Contestualmente vennero sbarcati a Suda due battaglioni di commando, comandati dal tenente colonnello Robert Laycock, ma, nonostante l'invio di truppe di rinforzo, il comandante della guarnigione di Creta ritenne che la perdita dell'isola fosse ormai solo questione di tempo e, per evitare che la Luftwaffe rendesse impossibile un'evacuazione, il 26 maggio ne richiese lo sgombero; il Primo ministro Churchill autorizzò l'evacuazione il 27 maggio ed il generale Freyberg iniziò a predisporla, ordinando che questa avvenisse dai porti di Ierapetra e di Sfakia, mentre i commando e le unità di fanteria di marina avrebbero svolto funzioni di retroguardia e di protezione al contingente per il suo imbarco.

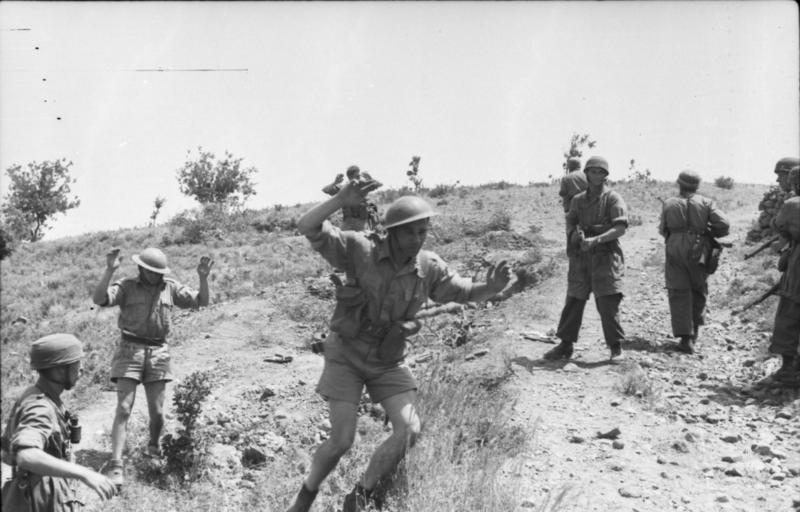
Soldati Alleati si arrendono ai paracadutisti tedeschi

I tedeschi nel frattempo stavano avanzando verso la Canea e Suda ma, mentre la prima venne occupata senza incontrare una significativa resistenza dal 100º battaglione, al quale il sindaco offrì immediatamente la resa, il primo attacco a Suda costò al 141º reggimento, comandato dal colonnello Maximilian Jais, circa 300 uomini e, il 27 maggio, i reparti del colonnello Ramcke e del colonnello Utz attaccarono congiuntamente le forze a presidio della linea di difesa esterna della città e solo 400 dei 1200 difensori riuscirono a sfuggire all'accerchiamento. Il feldmaresciallo Wilhelm List si complimentò per la vittoria ottenuta ma a 9 chilometri ad est della Canea la linea Alleata riuscì a reggere, impedendo ai tedeschi di accerchiare il grosso delle truppe che disordinatamente si stavano dirigendo verso gli approdi dove avrebbero attraccato le imbarcazioni preposte all'evacuazione di Creta.

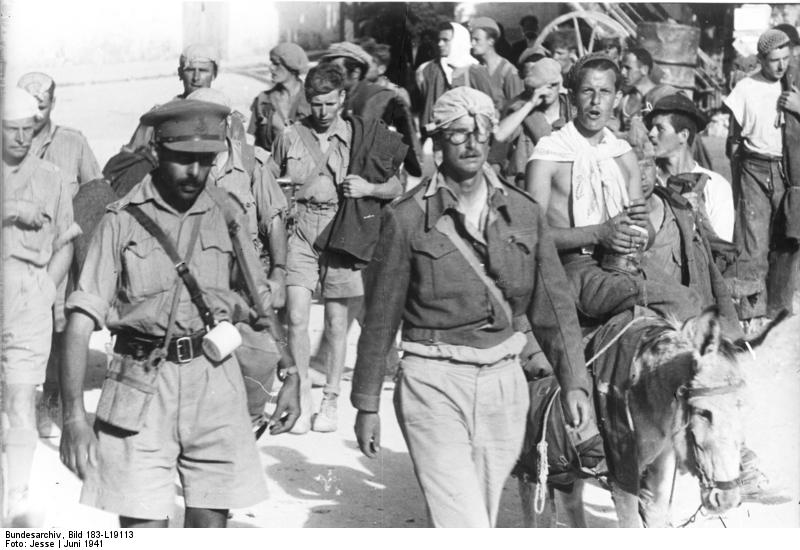
Prigionieri Alleati catturati dai tedeschi al termine delle ostilità

Il generale Ringel non si rese immediatamente conto che gli Alleati stavano iniziando un'evacuazione dell'isola, ritenendo che il loro ripiegamento rappresentasse una ritirata predisposta al fine di organizzare una difesa nel settore di Retimo e nella parte ovest di Creta. L'avanzata del generale tedesco si stava svolgendo ormai senza un significativo appoggio da parte della Luftwaffe, il cui grosso delle unità era già stato trasferito sul continente per l'inizio dell'operazione Barbarossa, ma, a dispetto di queste oggettive difficoltà, Candia venne occupata il 30 maggio senza combattere, e i tedeschi prigionieri liberati, in quanto i 4200 soldati Alleati erano stati evacuati nella notte tra il 28 ed il 29 maggio da parte dei cacciatorpediniere della Royal Navy.
Il 28 maggio sbarcò a Sitia, all'estremità est di Creta, l'unità anfibio/terrestre italiana, composta da circa 2500 uomini, in gran parte appartenenti alla 50ª divisione "Regina", la quale, dopo alcuni scontri con partigiani greci avvenuti il giorno 29, nei quali prevalse senza perdite di rilievo, raggiunse il 31 maggio, insieme ai tedeschi, il porto di Ierapetra, mentre, il giorno prima, la guarnigione presente nella città di Retimo, che non aveva potuto essere raggiunta dalla navi alleate, era stata fatta interamente prigioniera dai tedeschi.
Una volta scoperti i piani di evacuazione degli Alleati da Creta, il generale Ringel nutrì comunque dubbi sulla possibilità che il contingente potesse lasciare l'isola e si limitò a mandare due battaglioni del 100º reggimento di montagna all'inseguimento delle truppe ma queste avevano già raggiunto Sfakia il 29 maggio e nella notte erano già stati imbarcati circa 1100 soldati ed il giorno successivo, mentre i tedeschi procedevano lentamente verso il porto, altri 6000 uomini furono evacuati dall'isola; il colonnello Utz richiese con insistenza l'appoggio degli Stuka ma il numero di aerei presenti a Creta era ormai minimo e non poté essere effettuato nessun attacco in massa dall'aria, e nelle due notti successive furono salvati altri 5000 uomini. Il 31 maggio il comando britannico interruppe l'evacuazione per il timore degli attacchi aerei, giudicando il rischio, dopo la perdita di altri due cacciatorpediniere, l'HMS Hereward e l'HMS Imperial, non più accettabile, ed il 1º giugno i primi reparti tedeschi giunsero sulla spiaggia catturando gli ultimi 5000 soldati che si arresero senza combattere.

## Epilogo

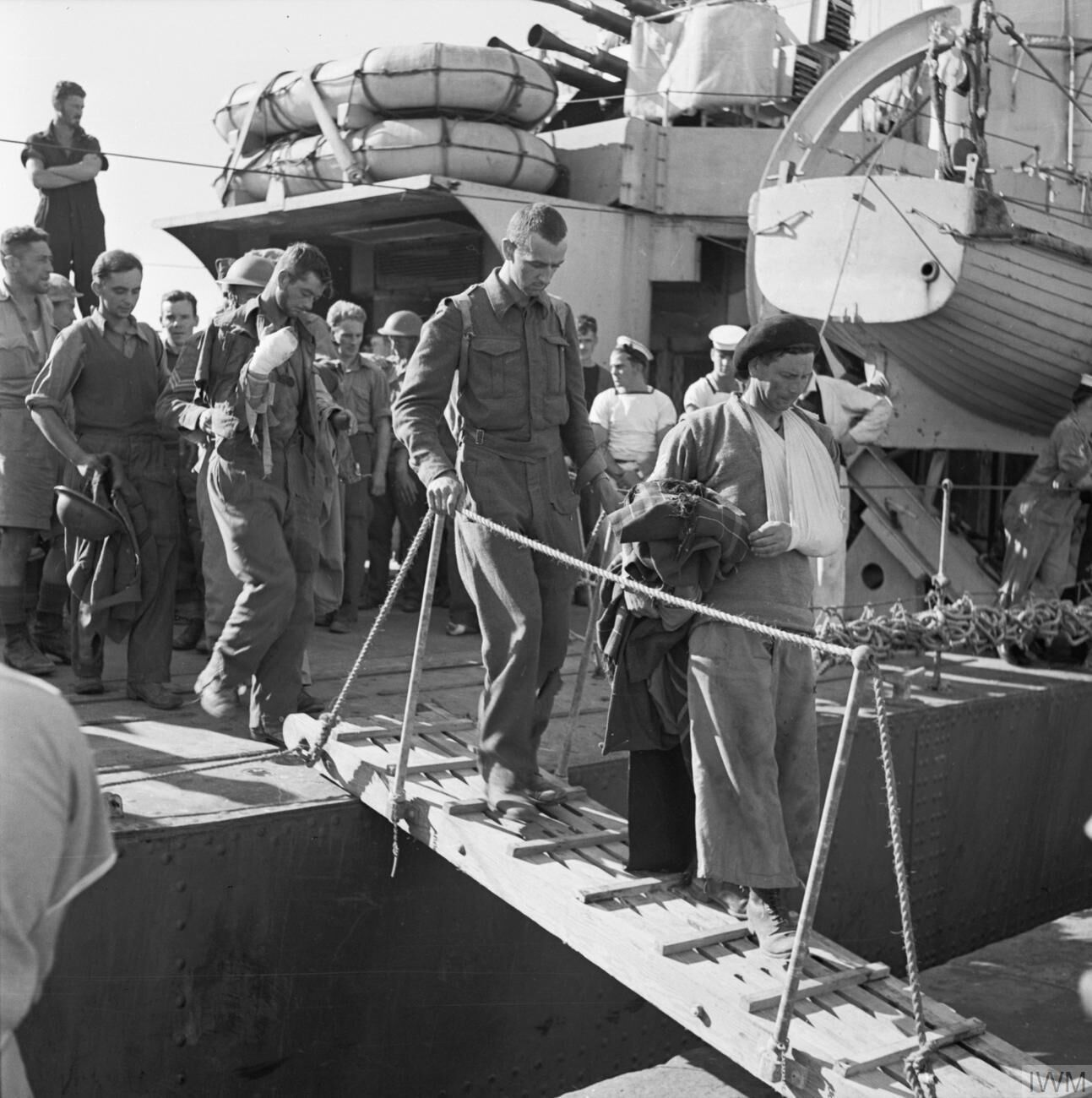
Soldati Alleati, evacuati da Creta, sbarcano nel porto di Alessandria

Il 1º giugno terminò ufficialmente la battaglia di Creta, con l'interruzione dell'evacuazione di ciò che restava della guarnigione Alleata il giorno precedente, e la resa di coloro che non erano riusciti ad imbarcarsi: dei circa 32000 uomini presenti sull'isola, 1751 morirono durante i combattimenti e solo 18000 poterono essere salvati, mentre i restanti furono fatti prigionieri dai tedeschi. Chi riuscì a sottrarsi alla cattura si nascose nell'interno dell'isola, unendosi alla resistenza, che proseguì sulle montagne fino alla fine della guerra, provocando tuttavia feroci rappresaglie da parte del contingente di occupazione tedesco; la Royal Navy, dapprima durante le operazioni di intercettazione ai convogli tedeschi, e, successivamente, durante l'evacuazione delle truppe, perse in totale 4 incrociatori e 4 cacciatorpediniere, con la morte di circa 2000 marinai, che risultarono le più gravi patite dal Regno Unito durante tutta la seconda guerra mondiale.

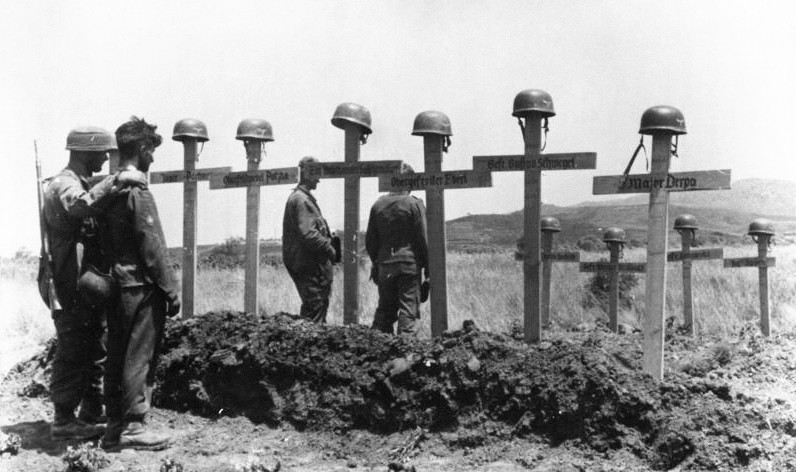
Paracadutisti tedeschi della 7ª divisione aerea, una volta terminati i combattimenti, osservano le tombe dei loro camerati caduti

I tedeschi avevano ottenuto un'altra significativa vittoria, allargando la loro sfera di influenza nel mar Mediterraneo, garantendosi inoltre sia il dominio sui Balcani che l'annullamento della presenza di truppe britanniche in Europa, ma, durante l'operazione, essi soffrirono la perdita di circa 3700 uomini, alla quale si sommarono circa 2500 feriti, in massima parte paracadutisti; la forza della 7ª divisione aerea venne dimezzata, ed anche la stessa struttura dell'aviotrasporto aveva subito gravi danni, poiché 271 dei 600 aerei da trasporto erano stati distrutti, e tali perdite si dimostrarono in seguito del tutto sproporzionate rispetto al risultato ottenuto.

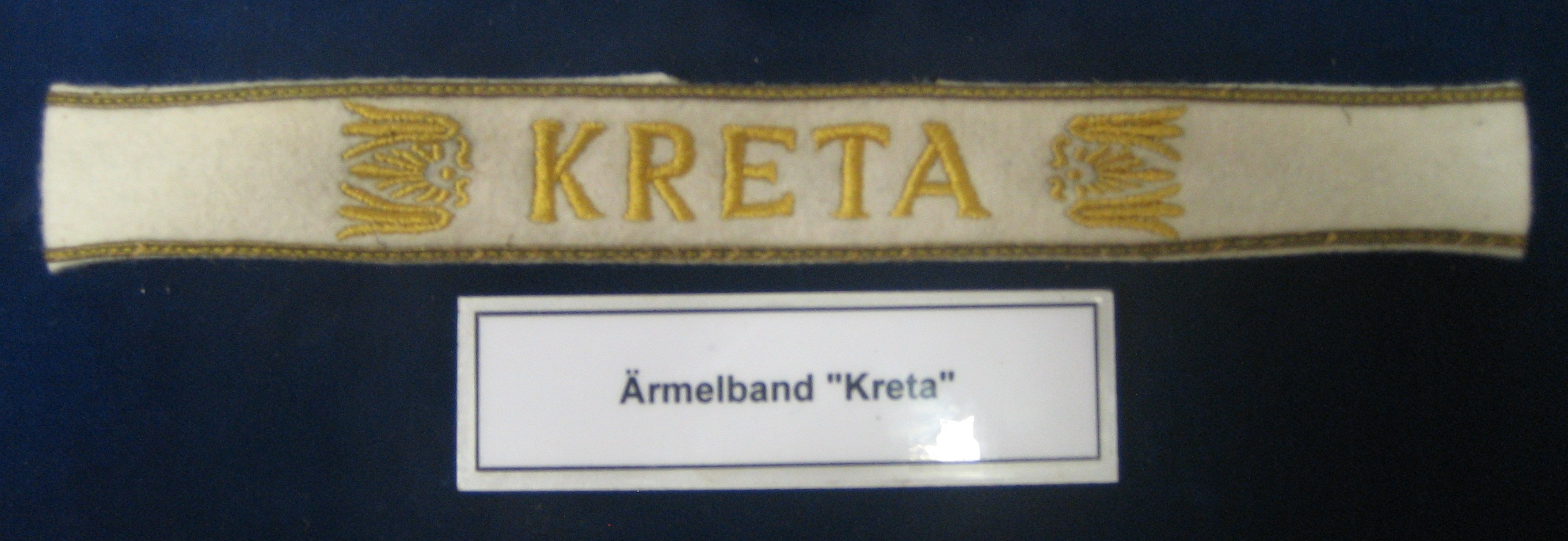
La fascia ricevuta dai soldati della Wehrmacht che parteciparono all'operazione Merkur

Il generale Student, considerando l'operazione comunque un successo, propose immediatamente ad Hitler un piano per l'invasione di Cipro, come ulteriore base per il successivo attacco al canale di Suez ma il Führer rigettò l'idea, sfiduciato sull'utilizzo di truppe aviotrasportate, considerando la possibilità di perdite troppo elevata, ed anche in seguito, quando l'avanzata dell'Afrika Korps in Nordafrica sembrava potesse portare la Wehrmacht ad Alessandria, respinse con la medesima motivazione un piano simile, sempre elaborato da Student, per l'invasione dell'isola di Malta. Durante il prosieguo della guerra apparve sempre più chiaro il fatto che l'invasione di Creta non aveva portato nessun vantaggio strategico ai tedeschi, salvo la protezione da sud ovest dei campi petroliferi della Romania, ed il generale Ringel avrebbe in seguito affermato che "questo sacrificio sarebbe stato accettabile se la campagna di Creta avesse significato l'inizio e non la fine del Reich".